# آب‌جوی شکم‌تیره
آبجوی شکم‌تیره (نام علمی: Cinclodes patagonicus)، گونه‌ای از پرندگان در زیرخانواده Furnariinae از خانواده تنورمرغان (Furnariidae) است که در آرژانتین و شیلی یافت می‌شود.